# Unité interarmées d'intervention du Canada
L'Unité interarmées d'intervention du Canada (UIIC), anciennement connue sous le nom de Compagnie interarmées de défense nucléaire, biologique et chimique (CIDNBC), est une unité de réaction immédiate des Forces canadiennes créée dans l'objectif de prévenir, atténuer et répondre à des menaces nucléaires, radiologiques, biologiques ou chimiques (NRBC) contre le gouvernement du Canada, les Canadiens ou les intérêts canadiens. L'unité est une composante essentielle du Commandement des Forces d'opérations spéciales du Canada (COMFOSCAN). Son nom complet est Unité interarmées d'intervention du Canada – Incidents chimiques, biologiques, radiologiques et nucléaires (UIIC-ICBRN).

## Historique et capacités
Conséquemment aux attentats du 11 septembre 2001 à New York, et du rapport du Comité d’examen du programme de défense biologique et chimique de la même année, il est devenu évident que les Forces canadiennes devaient élargir leurs capacités NRBC. Le gouvernement fédéral de Jean Chrétien a alors consacré 30 M$ dans le budget de décembre 2001 pour combler cette lacune et créer l'unité. En septembre 2007, une unité de réponse immédiate appelée Unité interarmées d'intervention du Canada a été créée comme équipe au sein de la compagnie NRBC. 
En raison de son besoin de déploiement rapide, l'unité est basée avec les équipements de transport aérien à la BFC Trenton au sein de la 8e Escadre Trenton. Cependant son quartier général est à Kingston en Ontario.